# Matachic
Matachic là một đô thị thuộc bang Chihuahua, México. Năm 2005, dân số của đô thị này là 3169 người.